# Ptilodon autumnalis
Ptilodon autumnalis är en fjärilsart som beskrevs av Alexander Schintlmeister 1997. Ptilodon autumnalis ingår i släktet Ptilodon och familjen tandspinnare. Inga underarter finns listade.